# Cyphopoditius ciminensis
Cyphopoditius ciminensis är en mångfotingart som beskrevs av Karl Wilhelm Verhoeff 1930. Cyphopoditius ciminensis ingår i släktet Cyphopoditius och familjen Rhopaloiulidae. Inga underarter finns listade i Catalogue of Life.